# Recount
Recount (titulado: El recuento en España y Recuento en Argentina y México) es un telefilme estadounidense de historia y drama de 2008, dirigido por Jay Roach, escrito por Danny Strong, los protagonistas son Kevin Spacey, Bob Balaban y Ed Begley Jr., entre otros. Este largometraje fue producido por HBO Films, Spring Creek Productions y Mirage Enterprises; se estrenó el 25 de mayo de 2008.

## Sinopsis
Se da a conocer como fueron las semanas previas a las elecciones presidenciales de Estados Unidos de 2000, y también los recuentos ulteriores en Florida.